# Anna Guzowska
Anna Guzowska (* 15. Januar 1980 in Sieradz als Anna Pacholak) ist eine ehemalige polnische Leichtathletin, die sich auf den Sprint spezialisiert hat. Ihre Spezialstrecke waren die 200 Meter und mit der polnischen 4-mal-400-Meter-Staffel gewann sie 2002 und 2005 jeweils die Silbermedaille bei Halleneuropameisterschaften.

## Sportliche Laufbahn
Erste Erfahrungen bei internationalen Meisterschaften sammelte Anna Guzowska im Jahr 1997, als sie bei den Junioreneuropameisterschaften in Ljubljana in 44,59 s die Bronzemedaille mit der polnischen 4-mal-100-Meter-Staffel gewann. Im Jahr darauf schied sie bei den Juniorenweltmeisterschaften in Annecy mit 24,21 s im Halbfinale im 200-Meter-Lauf aus und belegte mit der Staffel in 44,75 s den fünften Platz. 1999 kam sie bei den Junioreneuropameisterschaften in Riga mit 11,90 s nicht über die erste Runde im 100-Meter-Lauf hinaus und belegte in 24,11 s den siebten Platz über 200 Meter. Zudem wurde sie im Staffelbewerb in 45,42 s Vierte. 2002 schied sie bei den Halleneuropameisterschaften in Wien mit 24,06 s im Semifinale über 200 Meter aus und gewann mit der 4-mal-400-Meter-Staffel in 3:32,45 min gemeinsam mit Aneta Lemiesz, Anna Rostkowska und Grażyna Prokopek die Silbermedaille hinter dem belarussischen Team. Im Jahr darauf schied sie bei den Weltmeisterschaften nahe Paris mit 23,43 s im Viertelfinale über 200 Meter aus und verhalf der 4-mal-400-Meter-Staffel zum Finaleinzug. 2004 nahm sie über 200 Meter an den Olympischen Sommerspielen in Athen teil und schied dort mit 23,35 s im Viertelfinale aus. Im Jahr darauf belegte sie bei den Halleneuropameisterschaften in Madrid in 23,55 s den vierten Platz über 200 Meter und gewann mit der Staffel in 3:29,37 min gemeinsam mit Monika Bejnar, Marta Chrust-Rożej und Małgorzata Pskit erneut die Silbermedaille, diesmal hinter dem Team aus Russland. Im August schied sie bei den Weltmeisterschaften in Helsinki mit 52,45 s im Halbfinale im 400-Meter-Lauf aus und gelangte mit der Staffel mit 3:24,49 min auf Rang vier. Im Jahr darauf beendete sie ihre aktive sportliche Karriere im Alter von 26 Jahren, kehrte aber 2011 und 2012 erneut auf nationaler Ebene zum Leistungssport zurück.
In den Jahren 2003 und 2005 wurde Guzowska polnische Meisterin im 200-Meter-Lauf sowie 2005 auch über 400 Meter. Zudem wurde sie 1999, 2004 und 2005 Landesmeisterin in der 4-mal-100-Meter-Staffel sowie 2000, 2004 und 2011 in der 4-mal-400-Meter-Staffel. Des Weiteren wurde sie 2002, 2003 und 2005 Hallenmeisterin über 200 Meter.

## Persönliche Bestleistungen
- 200 Meter: 22,87 s (+1,3 m/s), 6. Juli 2003 in Bielsko-Biała
  - 200 Meter (Halle): 23,24 s, 5. März 2005 in Madrid
- 400 Meter: 51,29 s, 24. Juni 2005 in Biała Podlaska
  - 400 Meter (Halle): 53,42 s, 12. Februar 2005 in Spała